# Tropiocolotes bisharicus
Tropiocolotes bisharicus (карликовий гекон бішарський) — вид геконоподібних ящірок родини геконових (Gekkonidae). Мешкає в Єгипті і Судані.

## Поширення і екологія
Бішарські карликові гекони мешкають в горах Червономорської прибережної пустелі на південному сході Єгипту і на північному сході Судану, зокрема на території Халаїбського трикутника. Вони живуть на посушливих або напівпосушливих кам'янистих схилах, місцями порослих акацієвим рідколіссям, поблизу струмків, серед скель і валунів. Зустрічаються переважно на висоті від 200 до 300 м над рівнем моря. Віддають перевагу менш сухим районам. На горі Джебель-Ельба зустрічаються у відносно густих заростях на схилах біля ваді.

## Етимологія
Бішарські карликові гекони названі на честь етнічної групи бішарі, що є частиною народу беджа.